# Irina Pušić
Irina Pušić (Mostar, 25. veljače 1973.) je hrvatsko-nizozemska rukometašica. Po struci je profesorica tjelesnog odgoja.
2005. je s Nizozemskom na svjetskom prvenstvu osvojila 5. mjesto.
Za Hrvatsku je odigrala 15 utakmica.
Za Nizozemsku je igrala do 2007. godine. U 86 je utakmica postigla 297 pogodaka.Udata je i ima dva sina.